# 良縁奇縁
『良縁奇縁』（りょうえんきえん）は、1968年4月2日から同年9月10日までフジテレビ系列局が編成していたフジテレビ制作の単発テレビドラマ枠である。三菱鉛筆の一社提供。全12回。編成時間は毎週火曜 21:00 - 21:30 （日本標準時）、プロ野球ナイター中継が予定されている日には編成を休止。

## 概要
結婚をテーマにした、コミカルで明るくさわやかな内容の単発ドラマを放送。いずれの放送作品も、当時のテレビ放送ではお馴染みの女優をヒロイン役に起用していた。
フジテレビは1962年10月以降、ナイターシーズン中には20:00 - 21:26に30分の連続ドラマを編成せず、プロ野球ナイター中継もしくは『火曜映画劇場』を編成していたが、1968年3月からは20時台に1時間の演芸番組『爆笑グランドパレード』を編成。そして同年4月からは、21時台に初のナイターシーズン限定ドラマとして本枠を編成するようになった。
だが、『爆笑グランドパレード』も本枠もナイターが無い日のみの編成で、なおかつナイター雨天中止時の雨傘番組には別の90分映画が割り当てられていた。そのため、本枠は半年弱の編成期間がありながら、実際に放送されたのは12回だけだった。以来フジテレビは、この時間帯にナイターシーズン限定ドラマも単発ドラマも編成していない。

## 放送作品一覧
| 回 | 放送日 （1968年） | タイトル       | 主演                                         |
| -- | ----------------- | -------------- | -------------------------------------------- |
| 1  | 4月2日            | 豆菊はんの初恋 | 樫山文枝、河原崎長一郎、吉行和子、音羽久米子 |
| 2  | 4月16日           | かみさん志願   | 日色ともゑ、前田吟                           |
| 3  | 4月30日           | カナリヤ式結婚 | 栗原小巻、三条美紀                           |
| 4  | 5月14日           | やさしい侵入者 | 野川由美子、夏八木勲                         |
| 5  | 5月21日           | 星の王子さま   | 尾崎奈々、ジュディ・オング、小山ルミ         |
| 6  | 5月28日           | 女同士         | 木村俊恵、川地民夫、稲野和子                 |
| 7  | 6月25日           | 3ひく1は？     | 小畠絹子                                     |
| 8  | 7月9日            | 適齢期は70才   | 黒柳徹子                                     |
| 9  | 8月13日           | パパの再婚     | 長門裕之、高森和子、馬渕晴子                 |
| 10 | 8月20日           | イジワル兄弟   | 梓みちよ                                     |
| 11 | 8月27日           | 私のめぐり逢い | 小林千登勢                                   |
| 12 | 9月10日           | こちらとあちら | 加茂さくら                                   |

参考：『3ひく1は？』までの作品と『パパの再婚』についてはテレビドラマデータベースから。『適齢期は70才』と『イジワル兄弟』以降の作品については朝日新聞縮刷版 1968年7月号 - 同年9月号のラジオ・テレビ欄から。